# Teddy Mézague
Teddy Mézague (Marsiglia, 27 maggio 1990) è un calciatore francese, difensore del Virton.

## Carriera
Ha esordito in Ligue 1 con il Montpellier nella stagione 2012-2013, giocando 5 partite.